# Joaquín R. Sánchez
Joaquín R. Sánchez (Montevideo, 12 de junio de 1860 - Montevideo, 1939) fue un educador, maestro y escritor uruguayo.

## Biografía
Sus padres fueron Joaquín Sánchez y Manuela Sánchez, inmigrantes españoles que llegaron a mediados del siglo XIX a Uruguay.
Se recibió de maestro en 1878 y de perito agrónomo en 1880. Ejerció la docencia en varias dependencias educativas hasta llegar a Director del Instituto Normal de Varones. Su obra fue tan destacada que dicho instituto fue llamado con su nombre en 1928, fusionándose, luego, con el Instituto de Señoritas "María Stagnero de Munar" en 1935.
Una calle en Montevideo, Uruguay, lo recuerda y homenajea.
Escribió importantes obras para la educación del Uruguay y colaboró con varios artículos publicados en la revista Anales de Instrucción Pública.
Utilizó varios seudónimos para publicar artículos en los periódicos de la época, entre ellos "Alguien" y "William Truthman" para publicar en El Siglo. El seudónimo "Walter Wright" lo utilizó para publicar en una revista llamada La Colonia publicada en Colonia del Sacramento, Uruguay. También utilizó los seudónimos "Juan Pérez", "Demófilo" y "Bachiller Bragas".

## Obras
- Apuntes de Pedagogía